# Region Stołeczny Brukseli
Region Stołeczny Brukseli (fr. Région de Bruxelles-Capitale, nld. Brussels Hoofdstedelijk Gewest, niem. Region Brüssel-Hauptstadt) – jeden z trzech regionów administracyjnych Belgii, obejmujący 19 wysoce zurbanizowanych gmin – miasto Bruksela oraz jego zespół miejski. Według stanu na dzień 1 stycznia 2022 roku zamieszkiwało go 1 222 637 osób na powierzchni 161,36 km², co dało gęstość zaludnienia 7577 mieszkańców na km². Największym miastem regionu zarówno pod względem powierzchni jak i liczby mieszkańców to Bruksela.
Utworzony 12 stycznia 1989 r. region nie należy ani do części flamandzkiej Belgii, ani do walońskiej, lecz jest oddzielnym, trzecim regionem, w którym obowiązują dwa języki urzędowe: francuski i niderlandzki. Większość mieszkańców regionu (ponad 90%) jest jednak francuskojęzyczna.

## Polityka
Regionem Stołecznym Brukseli rządzi parlament składający się z 89 członków (72 francuskojęzycznych, 17 niderlandzkojęzycznych – partie zorganizowane są na podstawie językowej) oraz ośmioosobowy gabinet regionalny składający się z premiera, czterech ministrów i trzech sekretarzy stanu.
Dziewiętnastu z 72 francuskojęzycznych członków parlamentu brukselskiego jest także członkami parlamentu Francuskiej Wspólnoty Belgii.

### Premierzy regionu
- 1989–1999: Charles Picqué (PS)
- 1999–2000: Jacques Simonet (PRL)
- 2000–2003: François-Xavier de Donnea (PRL/MR)
- 2003–2004: Daniel Ducarme (MR)
- 2004–2004: Jacques Simonet (MR)
- 2004–2013: Charles Picqué (PS)
- od 2013: Rudi Vervoort (PS)[5]

## Transport
Region jest obsługiwany przez cztery duże firmy krajowe lub regionalne:
- STIB (tramwaj, metro i autobus), spółka z Brukseli
- De Lijn (autobus), firma flamandzka
- TEC (autobus), firma walońska
- SNCB (pociąg), spółka federalna.

Dwa główne lotniska: port lotniczy Bruksela (Brussels Airport) oraz port lotniczy Charleroi (Aéroport de Charleroi Bruxelles-Sud). 
Niektóre stacje kolejowe: Bruxelles-Central/Brussel-Centraal, Bruxelles-Congrès/Brussel-Congres, Bruxelles-Chapelle/Brussel-Kapellekerk, Bruxelles-Luxembourg/Brussel-Luxemburg, Bruxelles-Nord/Brussel-Noord, Bruxelles-Schuman/Brussel-Schuman, Bruxelles-Ouest/Brussel-West, Brusselles-Midi/Brussel-Zuid.

## Podział administracyjny
Region Stołeczny Brukseli składa się z jednego Okręgu Stołecznego Brukseli (Arrondissement / Bezirk), w skład którego wchodzi 19 gmin (Commune / gemeente / Gemeinde), w tym 14 gmin miejskich (ville / stad / Stadt).
Największą gminą zarówno pod względem powierzchni jak i liczby mieszkańców to Bruksela. Najmniejszą gminą pod względem powierzchni jest Saint-Josse-ten-Noode, a pod względem liczby mieszkańców Koekelberg.
|                                                                      | #     | Flaga | Nazwa francuska               | Nazwa niderlandzka     | Nazwa niemiecka | Powierzchnia km2 | Ludność (1 stycznia 2022) |
| -------------------------------------------------------------------- | ----- | ----- | ----------------------------- | ---------------------- | --------------- | ---------------- | ------------------------- |
| I II III IV V VI VII VIII IX X XI XII XIII XIV XV XVI XVII XVIII XIX | I     |       | Anderlecht, miasto            | Anderlecht             |                 | 17,74            | 122 547                   |
| I II III IV V VI VII VIII IX X XI XII XIII XIV XV XVI XVII XVIII XIX | II    |       | Auderghem, miasto             | Oudergem               |                 | 9,03             | 34 986                    |
| I II III IV V VI VII VIII IX X XI XII XIII XIV XV XVI XVII XVIII XIX | III   |       | Berchem-Sainte-Agathe         | Sint-Agatha-Berchem    |                 | 2,95             | 25 298                    |
| I II III IV V VI VII VIII IX X XI XII XIII XIV XV XVI XVII XVIII XIX | IV    |       | Bruxelles (Bruksela), miasto  | Brussel                | Brüssel         | 32,61            | 188 737                   |
| I II III IV V VI VII VIII IX X XI XII XIII XIV XV XVI XVII XVIII XIX | V     |       | Etterbeek, miasto             | Etterbeek              |                 | 3,15             | 48 535                    |
| I II III IV V VI VII VIII IX X XI XII XIII XIV XV XVI XVII XVIII XIX | VI    |       | Evere                         | Evere                  |                 | 5,02             | 43 608                    |
| I II III IV V VI VII VIII IX X XI XII XIII XIV XV XVI XVII XVIII XIX | VII   |       | Forest, miasto                | Vorst                  |                 | 6,25             | 56 616                    |
| I II III IV V VI VII VIII IX X XI XII XIII XIV XV XVI XVII XVIII XIX | VIII  |       | Ganshoren, miasto             | Ganshoren              |                 | 2,46             | 25 252                    |
| I II III IV V VI VII VIII IX X XI XII XIII XIV XV XVI XVII XVIII XIX | IX    |       | Ixelles                       | Elsene                 |                 | 6,34             | 87 052                    |
| I II III IV V VI VII VIII IX X XI XII XIII XIV XV XVI XVII XVIII XIX | X     |       | Jette, miasto                 | Jette                  |                 | 5,04             | 52 751                    |
| I II III IV V VI VII VIII IX X XI XII XIII XIV XV XVI XVII XVIII XIX | XI    |       | Koekelberg                    | Koekelberg             |                 | 1,17             | 22 023                    |
| I II III IV V VI VII VIII IX X XI XII XIII XIV XV XVI XVII XVIII XIX | XII   |       | Molenbeek-Saint-Jean, miasto  | Sint-Jans-Molenbeek    |                 | 5,89             | 97 697                    |
| I II III IV V VI VII VIII IX X XI XII XIII XIV XV XVI XVII XVIII XIX | XIII  |       | Saint-Gilles, miasto          | Sint-Gillis            |                 | 2,52             | 48 837                    |
| I II III IV V VI VII VIII IX X XI XII XIII XIV XV XVI XVII XVIII XIX | XIV   |       | Saint-Josse-ten-Noode, miasto | Sint-Joost-ten-Node    |                 | 1,14             | 26 965                    |
| I II III IV V VI VII VIII IX X XI XII XIII XIV XV XVI XVII XVIII XIX | XV    |       | Schaerbeek, miasto            | Schaarbeek             |                 | 8,14             | 130 690                   |
| I II III IV V VI VII VIII IX X XI XII XIII XIV XV XVI XVII XVIII XIX | XVI   |       | Uccle                         | Ukkel                  |                 | 22,91            | 85 099                    |
| I II III IV V VI VII VIII IX X XI XII XIII XIV XV XVI XVII XVIII XIX | XVII  |       | Watermael-Boitsfort, miasto   | Watermaal-Bosvoorde    |                 | 12,93            | 25 187                    |
| I II III IV V VI VII VIII IX X XI XII XIII XIV XV XVI XVII XVIII XIX | XVIII |       | Woluwe-Saint-Lambert, miasto  | Sint-Lambrechts-Woluwe |                 | 7,22             | 58 541                    |
| I II III IV V VI VII VIII IX X XI XII XIII XIV XV XVI XVII XVIII XIX | XIX   |       | Woluwe-Saint-Pierre, miasto   | Sint-Pieters-Woluwe    |                 | 8,65             | 42 216                    |